# Claude Debussy
Achille-Claude Debussy (Saint-Germain-en-Laye, 22 d'agost de 1862 - París, 25 de març de 1918) fou un compositor francès, considerat un dels principals compositors del segle xx i el precursor de la música contemporània. Admirador en un principi de l'obra de Wagner, va trencar amb el corrent romàntic del segle xix per desenvolupar un sistema d'harmonia i estructura musical molt original anomenat Impressionisme musical, que va expressar en molts aspectes els ideals als quals aspiraven els pintors i escriptors impressionistes i simbolistes de la seva època. Amb tot, l'adscripció de Debussy al corrent impressionista ha estat posat en qüestió per alguns autors, entre els quals Stefan Jarocinski, qui ha defensat que les analogies entre música i pintura són arguments dèbils en l'univers musical de Debussy. Entre els seus principals treballs destaquen Clair de lune (a Suite bergamasque, 1890-1905), Prélude à l'après-midi d'un faune (1894), l'òpera Pelléas et Mélisande (1902) i La Mer (1905).
Debussy va crear un món de timbres i colors que va perfilar els senyals d'identitat del modernisme musical francès, després de la humiliació gal·la a la Guerra francoprussiana.

## Biografia

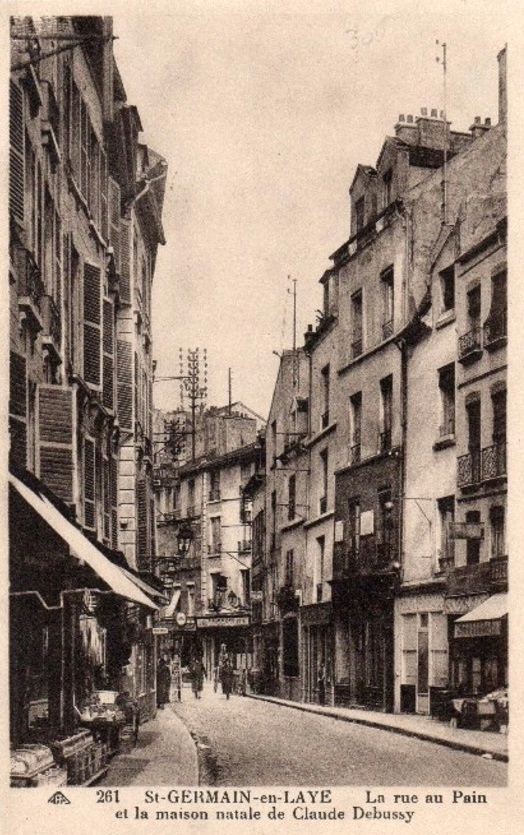
Rue au Pain, Saint-Germain-en-Laye, on va néixer Claude Debussy

Nascut a Saint-Germain-en-Laye (a l'oest de París) el 22 d'agost de 1862, era el més gran dels cinc fills de Victorine Manoury (1836-1915) i Manuel Achille Debussy (1836-1910). El pare Debussy dirigia una botiga de porcellana i la seva mare era costurera. La botiga no va tenir èxit i es va tancar el 1864; la família es va traslladar a París, primer vivint amb la mare de Victorine, a Clichy i, a partir del 1868, al seu propi apartament a la Rue Saint-Honoré. Manuel va treballar en una fàbrica d'impressió.
El jove Debussy va passar una temporada a Cannes durant la Guerra francoprussiana de 1870, ja que la seva mare embarassada buscava refugi del setge de París. Durant la seva estada allà, va rebre les seves primeres classes de piano de la mà del músic italià Jean Cerutti, gràcies a l'ajuda financera de la seva tia paterna. Mentrestant, el seu pare va quedar a París i va participar en la Comuna, però va ser capturat i empresonat per les forces governamentals després de la seva derrota el 1871. Entre els altres presos de la Comuna hi havia Charles de Sivry, amic de la família i músic, així com la mare d'aquest, Antoinette Mauté de Fleurville, que també havia estat professora de piano del jove Debussy.

### Anys d'aprenentatge
Els talents de Debussy aviat es van fer evidents, i el 1872, amb deu anys, va ser admès al Conservatori de París, on romandrà estudiant durant els pròxims onze anys. Es va incorporar per primera vegada a la classe de piano d'Antoine François Marmontel, i va estudiar solfeig amb Albert Lavignac i, més tard, composició amb Ernest Guiraud, harmonia amb Émile Durand i orgue amb César Franck. El curs incloïa història de la música i estudis de teoria amb Louis-Albert Bourgault-Ducoudray, però Debussy, que era capaç de saltar-se les classes, realment no hi va assistir.
Al Conservatori, Debussy va avançar inicialment bé. Marmontel va dir que era «un nen encantador, un temperament veritablement artístic; tot es pot esperar d'ell». Un altre mestre estava menys impressionat: Émile Durand va escriure en un informe que «Debussy seria un excel·lent alumne si fos menys incomplet i menys cavaller». Un any després va descriure a Debussy com a «desesperadament descuidat». El juliol de 1874, Debussy va rebre el premi de deuxième accessit per la seva actuació com a solista en el primer moviment del segon concert de piano de Chopin al concurs anual del Conservatori. Era un bon pianista i un excel·lent lector a primera vista, que podia haver tingut una carrera professional si ho hagués desitjat, però només va ser intermitentment diligent en els seus estudis. Va avançar al primer accèssit el 1875 i el segon premi el 1877, però va fallar en les competicions del 1878 i 1879. Aquests fracassos el van inhabilitar per continuar les classes de piano del Conservatori, encara que va romandre estudiant d'harmonia, solfeig i, posteriorment, de composició.
Va ser un alumne tant dotat com indisciplinat, el jove Claude va patir la incomprensió de certs professors i, per tant, va guardar sempre un record amarg dels seus anys d'aprenentatge. A aquest respecte han circulat diverses anècdotes, com per exemple una amb Guiraud, qui li va dir: «Jo no dic pas que això que feu no sigui bonic, només que és teòricament absurd». A la qual cosa Debussy va respondre: «No existeix la teoria. Només cal escoltar. El plaer és la llei». Mai no va endur-se el primer premi de piano, només un segon premi als quinze anys. No obstant això, va obtenir poc temps després el primer premi d'harmonia pràctica.

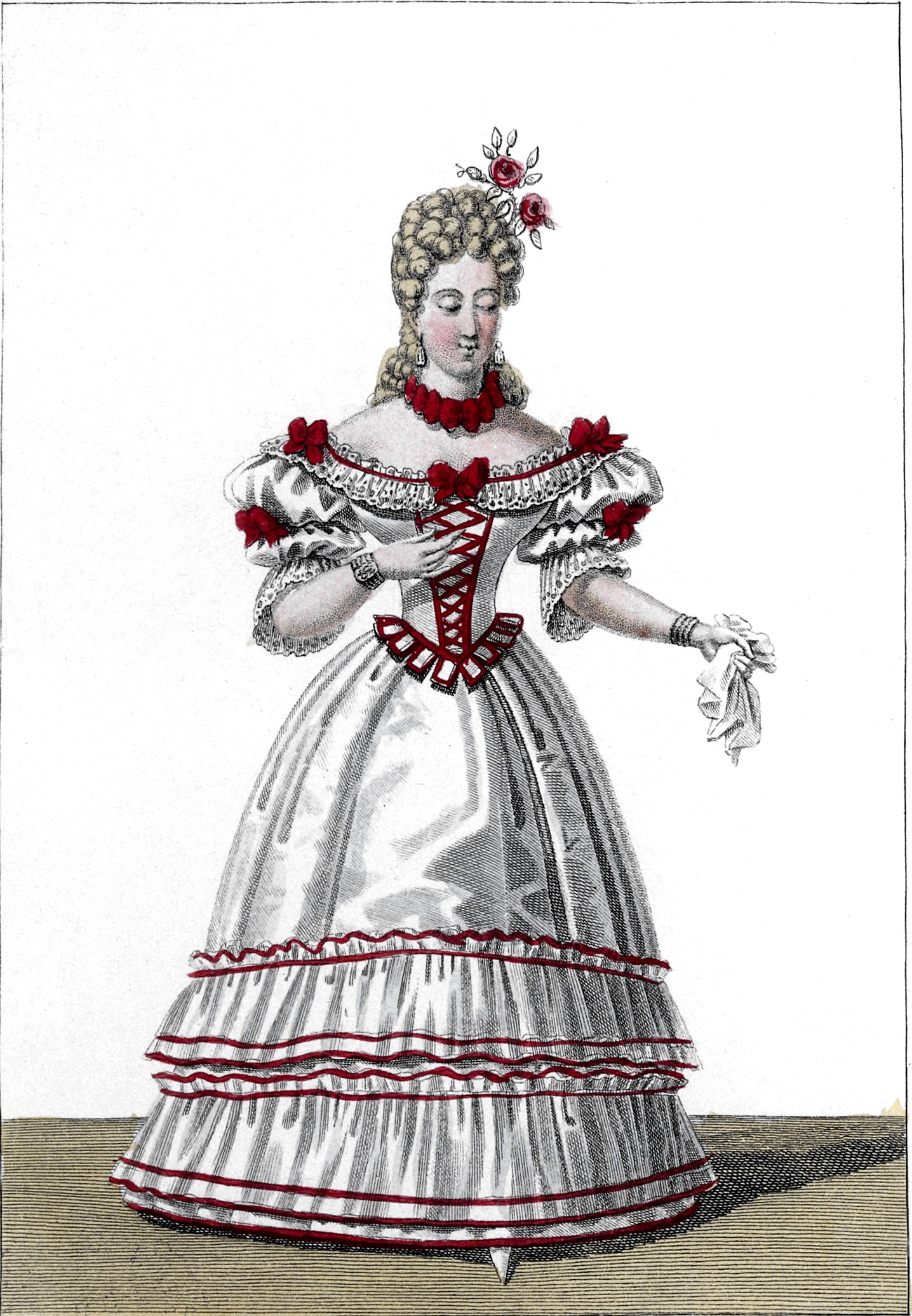
Marie Moreau-Sainti. Debussy es dedicava a acompanyar la seva classe de cant

Amb l'ajuda de Marmontel, Debussy va aconseguir un treball de vacances d'estiu el 1879 com a pianista resident al Castell de Chenonceau, on ràpidament va adquirir el gust pel luxe que havia de romandre amb ell tota la seva vida. Les seves primeres composicions daten d'aquest període, sobre dos poemes d'Alfred de Musset: Ballade à la lune i Madrid, princesse des Espagnes. Gràcies a ser acompanyant al piano de Marguerite Wilson-Pelouze, dama benestant i cultivada, va tenir l'oportunitat de conèixer la rica baronessa i viuda russa Nadejda von Meck, protectora de Txaikovski.
Va viatjar amb la seva família durant els estius de 1880 a 1882 per diversos llocs de França, Suïssa i Itàlia, així com a la seva casa a Moscou. Va compondre el Trio per a piano en sol major per al conjunt de von Meck, i va fer una transcripció per a duet de piano de tres danses d'El llac dels cignes de Txaikovski.
De retorn a París el 1880, va reprendre els estudis de composició i va conèixer personalitats del món musical com ara Erik Satie i Paul Dukas. A final de 1880, Debussy, mentre continuava els seus estudis al Conservatori, es dedicava a acompanyar la classe de cant de Marie Moreau-Sainti; va exercir aquest paper durant quatre anys. Entre els membres de la classe hi havia Marie-Blanche Vasnier; Debussy va fer amistat amb ella i va esdevenir la principal dedicatària de les seves obres de joventut. Per ella va escriure 27 cançons durant la seva relació de set anys. Era l'esposa d'Henri Vasnier, un destacat funcionari públic, i molt més jove que el seu marit. Aviat es va convertir en l'amant de Debussy i la seva musa. No és clar si Vasnier es va mostrar satisfet de tolerar la relació de la seva dona amb el jove estudiant o simplement no ho sabia, però ell i Debussy van continuar amb excel·lents condicions i va continuar animant el compositor a la seva carrera.

### Estada a Roma

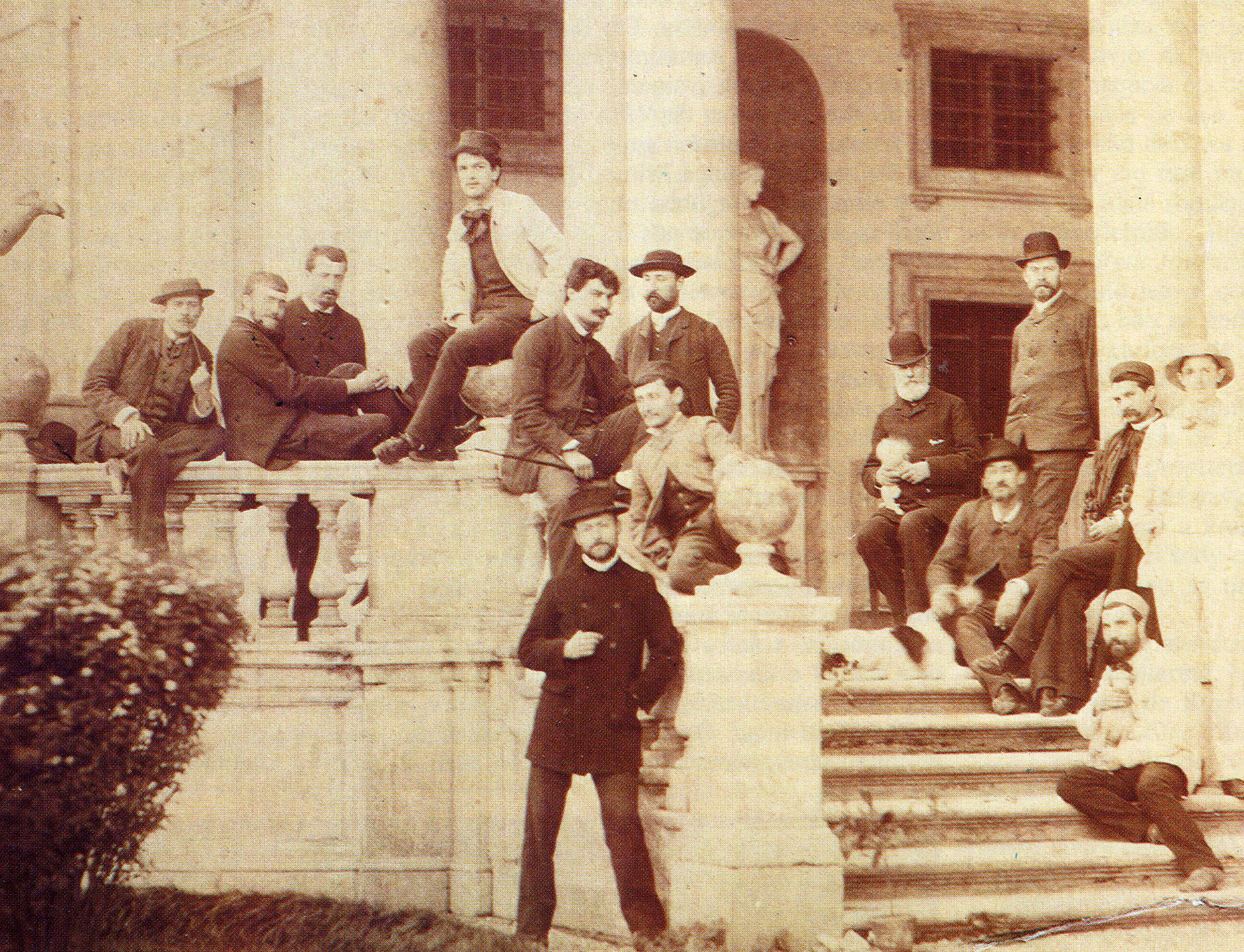
Debussy a la Vil·la Mèdici a Roma el 1885.
El compositor està dalt i al centre, vestit de blanc.

Al Conservatori, Debussy va incórrer en la desaprovació de la facultat, particularment del seu professor de composició, Guiraud, per la seva incapacitat per seguir les regles ortodoxes de composició que prevalien. No obstant això, el 1884 Debussy va guanyar el premi musical més prestigiós de França, el Prix de Rome, amb la seva cantata L'Enfant prodigue. El Premi comportava una beca i una estada de tres anys a la Villa Medici, l'Acadèmia de França a Roma, per impulsar els estudis del guanyador. Debussy hi va estar des del gener de 1885 al març de 1887, amb tres o possiblement quatre absències de diverses setmanes quan va tornar a França, principalment per veure Marie Vasnier.

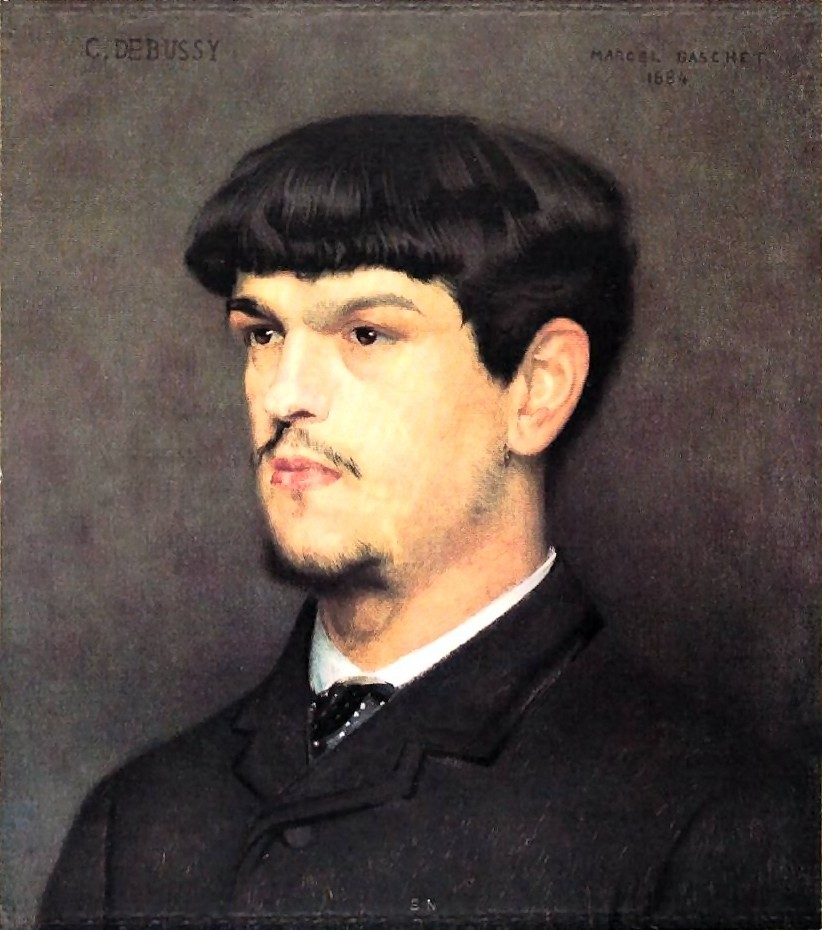
Debussy per Marcel Baschet, 1884

Inicialment, Debussy va trobar l'ambient artístic de la Villa Medici sufocant, la companyia era aspre, el menjar dolent i l'allotjament "abominable". Tampoc no es va delectar amb l'òpera italiana, i no li van agradar les òperes de Donizetti i Verdi. Va estar molt més impressionat per la música dels compositors Palestrina i Lassus, del segle xvi, que va escoltar a Santa Maria dell'Anima: "L'única música de l'església que acceptaré". Sovint estava deprimit i incapaç de compondre, però va ser inspirat per Franz Liszt, que va visitar els estudiants i va tocar per a ells. El juny de 1885, Debussy va escriure sobre el seu desig de seguir el seu propi camí, dient: «Estic segur que l'Institut no aprovarà el camí que considero com l'únic correcte. Però no hi ha ajuda per a això! Estic massa enamorat de la meva llibertat, aficionat a les meves pròpies idees!»
Debussy finalment va compondre quatre peces que van ser presentades a l'Acadèmia: l'oda simfònica Zuleima (sobre un text de Heinrich Heine), la peça orquestral Printemps i la cantata La Damoiselle élue, la primera peça en què van començar a sorgir els trets estilístics de la seva música posterior; i la Fantaisie per a piano i orquestra, basada en la música de Franck i finalment retirada per Debussy. L'Acadèmia el va reprimir per escriure música que era «estranya, incomprensible i impossibles d'executar». Encara que les obres de Debussy van mostrar la influència de Jules Massenet, aquest va concloure: «Ell és un enigma». Durant els anys a Roma, Debussy va compondre - no per a l'Acadèmia - la major part del seu cicle Verlaine, Ariettes oubliées, que va tenir poc impacte, en aquella època, però es va tornar a publicar amb èxit el 1903 després que el compositor fos conegut.

### Retorn a França
A cap de dos anys, Debussy va presentar la seva renúncia i va retornar a França. Va instal·lar-se a París, en el barri de Montmartre, trencant definitivament amb Mme. Vasnier, encara que van romandre en bones condicions perquè ell li va dedicar una altra cançó, Mandoline, el 1890. Després va començar una relació amb Gabrielle Dupont, filla d'un sastre de Lisieux; el juliol de 1893 van començar a conviure. Li agradava anomenar-la «Gaby aux yeux verts» (Gaby la dels ulls verds). Van viure plegats durant deu anys.
Una setmana després del seu retorn a París el 1887, Debussy va escoltar el primer acte de Tristan und Isolde de Wagner als Concerts Lamoureux i el va considerar "decididament el millor que he escoltat". El 1888 i 1889 va anar a les festes anuals de les òperes de Wagner a Bayreuth. Va respondre positivament a la sensibilitat de Wagner, al domini de la forma i a les harmonies sorprenents, i va rebre la seva influencia breument, però, a diferència d'altres compositors francesos de la seva generació, va concloure que no hi havia futur per intentar adoptar i desenvolupar l'estil de Wagner. Va comentar el 1903 que Wagner era «una bella posta de sol que es va confondre amb una alba».
Per aquella època, Debussy freqüentava els cercles dels literats simbolistes, on va conèixer Rimbaud, Baudelaire (en la frontera del romanticisme i el simbolisme), Verlaine i sobretot Mallarmé, que representava l'estètica contrària al conservadorisme que li havien inculcat al conservatori.

### Un reconeixement difícil
El 1889 es va produir un esdeveniment que fou crucial en l'evolució de l'estil de Debussy, l'Exposició Universal de París, on va tenir la possibilitat de descobrir altres ritmes i sonoritats «exòtiques», més específicament les del gamelan javanès, que van causar-li una forta impressió i van influir profundament en les seves obres futures: escales, «colors» sonors, ruptures rítmiques. Els seus ressons s'escolten a Pagodes de la seva suite per a piano Estampes, estrenada el 1904 pel pianista català Ricard Viñes.
També va assistir a dos concerts de la música de Rimski-Kórsakov, realitzats pel compositor. També li van fer una bona impressió, i la seva llibertat harmònica i els colors de to no-teutònics van influir en el seu propi estil musical en desenvolupament.
El 1890, Debussy va conèixer Erik Satie, que va resultar ser un esperit afí en la seva aproximació experimental a la composició. Tots dos eren bohemis, gaudint de la mateixa café society i lluitant per mantenir-se a la superfície financerament.

El 1890 compon la Suite Bergamasque per a piano, el seu primer gran èxit, seguit més endavant pel poema simfònic Prélude à l'après-midi d'un faune extret d'un poema de Mallarmé. L'estrena a París el desembre de 1894 va patir d'una dolenta execució i l'obra va atraure la fúria d'una part de la crítica, tot i que en certs cercles artístics va causar bona impressió. Aquesta obra va gaudir d'un vertader èxit arreu d'Europa.

### Pelléas et Mélisande
Debussy va continuar component cançons, peces per a piano i altres obres, algunes de les quals van ser interpretades públicament, però la seva música només va tenir un impacte modest, encara que els seus companys compositors van reconèixer el seu potencial escollint-lo al comitè de la Société Nationale de Musique el 1893. El seu Quartet de corda va ser estrenat pel Quartet Ysaÿe a la Société Nationale el mateix any. El maig de 1893 Debussy va assistir a un esdeveniment teatral que va tenir una importància cabdal per a la seva carrera posterior: l'estrena de l'obra de Maurice Maeterlinck, Pelléas et Mélisande, que immediatament va decidir convertir-la en una òpera. El novembre va viatjar a la casa de Maeterlinck, a Gant, per obtenir el seu consentiment per a una adaptació operística.

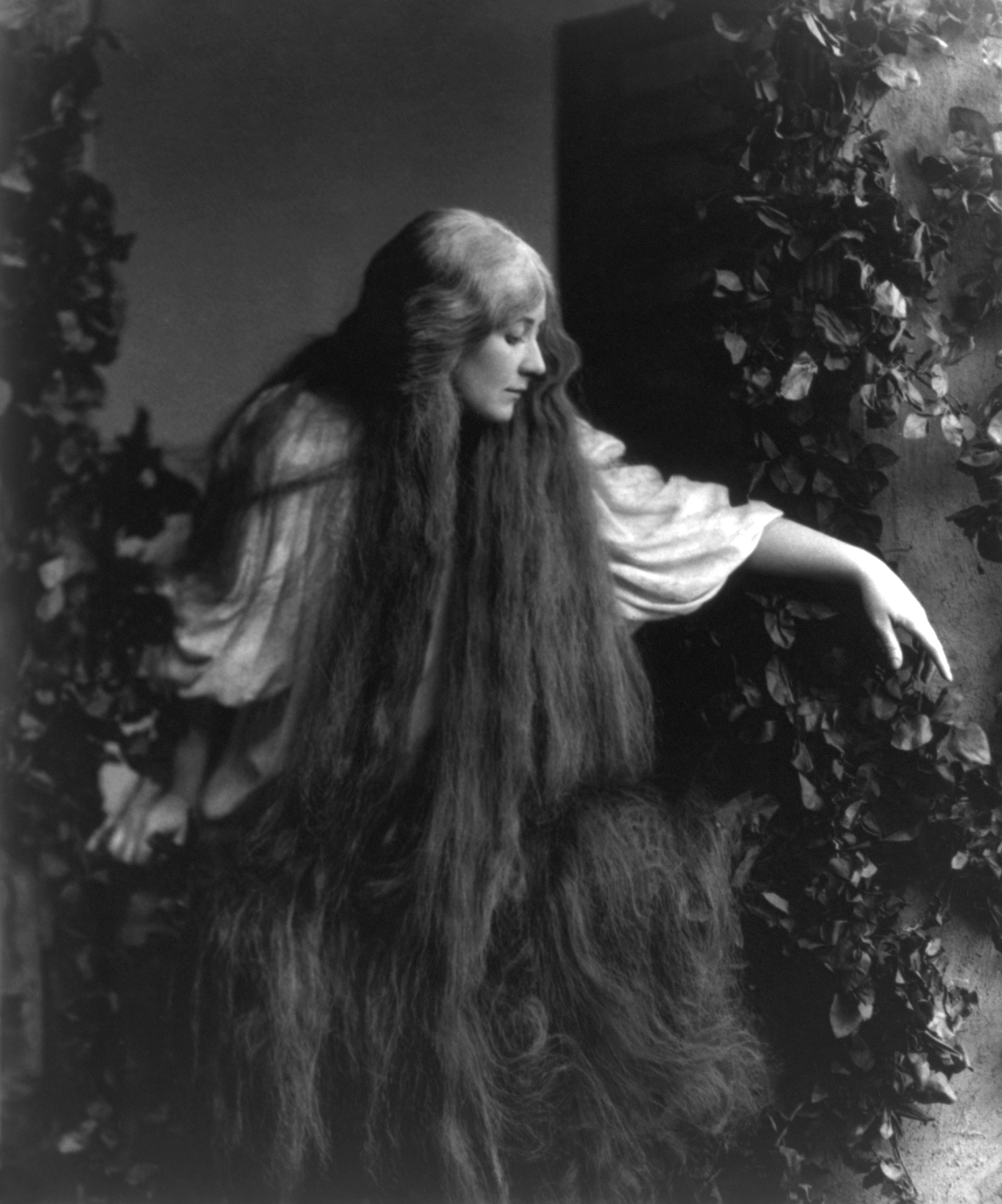
Mary Garden a Pelléas et Mélisande, 4 d'abril de 1908

El febrer de 1894, Debussy va completar el primer esborrany de l'acte I de la seva versió operística de Pelléas et Mélisande, i va treballar per completar l'obra durant la major part de l'any. Mentre vivia amb Dupont, va tenir una aventura amb la cantant Thérèse Roger i el 1894 va anunciar el seu compromís. El seu comportament va ser àmpliament condemnat; les cartes anònimes van circular per denunciar el tractament de les dues dones, així com la seva irresponsabilitat financera i els seus deutes. El compromís es va trencar, i diversos dels amics i seguidors de Debussy van renegar d'ell, incloent-hi Ernest Chausson, un dels seus partidaris més forts.
Debussy es va posar mans a l'obra immediatament amb l'única òpera que aconseguiria completar (la segona, Rodrigue et Chimène, va quedar inacabada). Després de treballar-hi durant deu llargs anys, Pelléas et Mélisande, mescla de poesia i de música, va ser objecte d'una important estrena a l'Opéra-comique de París el 1902, quan la reputació del compositor estava consolidada. Va ser un triomf que li va permetre no haver de preocupar-se de les finances durant un temps. No obstant això, durant els assaigs de la representació, es van produir incidents que haurien pogut convertir l'estrena en un desastre. Debussy havia obtingut l'autorització de Maeterlinck d'utilitzar el seu drama amb l'única condició que l'amant d'aquest darrer cantaria el rol de Mélisande. Però no va succeir així, l'Opéra-comique i el compositor van acordar oferir el paper a Mary Garden, una jove soprano americano-escocesa. El dramaturg s'ho va prendre malament, i va arribar fins a provocar a Debussy a un duel. Van seguir diverses temptatives de sabotatge, com la manipulació de les partitures, en la que es feia impossible la identificació dels bemolls i sostinguts.
D'altres esdeveniments van complicar-ne l'execució. Per exemple, pocs dies abans de l'estrena Debussy va haver de compondre diversos interludis orquestrals, en constatar que sovint no hi havia prou temps per als canvis de decorat si l'obra s'executava segons la partitura original. Com a remat de tot, grups de detractors es van dedicar a repartir pamflets contra l'obra a l'entrada del teatre el mateix dia de l'estrena. Malgrat tot, Pelléas et Mélisande va adquirir definitivament una gran reputació en l'àmbit internacional, i va ser representada poc després a Londres i Nova York.
Debussy va ser interrogat pel crític Edwin Evans sobre la crítica generalitzada que l'obra mancava de melodies, cosa que feia que molts la consideressin una obra poc autèntica. En la seva resposta, Debussy va expressar una visió estètica que semblava més un manifest. Segons ell, és important diferenciar entre la melodia o cançó i l'expressió lírica. Debussy va afirmar que era irreal pensar que una línia melòdica fixa pogués contenir tots els subtils matisos que passen per la ment d'un personatge. Així, va argumentar que la qüestió no es limitava només al gust, sinó també a la quantitat.

### Darrers anys
Debussy es va separar de Gabrielle Dupont el 1899. La va deixar per casar-se amb Rosalie Texier, una costurera. Quatre anys més tard, coneix Emma Bardac, esposa d'un banquer que havia estat l'amant de Gabriel Fauré i amb la qual estableix una nova relació, i abandona Rosalie. Aquesta ruptura va empènyer aquesta a una temptativa de suïcidi (disparant-se un tret al pit) a la qual va sobreviure. L'afer va provocar un escàndol i Debussy va ser durament criticat per la seva actitud en tota aquesta història, fins i tot pels seus amics més propers. Finalment, va obtenir el divorci i va casar-se amb Emma el 1908. Van tenir una filla, Claude-Emma Debussy, anomenada familiarment «Chouchou», a qui va dedicar l'obra per a piano Children's corner, composta entre 1906 i 1908. Chochou va morir de diftèria el 14 de juliol de 1919. L'àlbum que Claude Debussy li va dedicar porta aquesta dedicatòria: «A la meva benvolguda Chouchou... amb les tendres excuses de son pare pel contingut». Està soterrada a la tomba de son pare, a Passy, i el monument fúnebre no hi porta cap signe distintiu.
Des del 1901, o per tal de garantir l'economia de la llar, Debussy va diversificar les activitats. Va publicar nombrosos articles a la premsa i a diverses revistes en qualitat de crític musical, primer a la revista d'art i literatura La Revue blanche, i més tard a Gil Blas i a la Revue musicale de la Société Internationale de Musique. «No hi busca ni informar ni ser objectiu. Escriu del que li plau i com li plau, sense gaires miraments.» «Per a dur a terme les seves intencions, Debussy escull el personatge de Monsieur Croche (senyor Corxera), un alter ego que apareix per primera vegada en la crònica de l'1 de juliol de 1901, titulada "L'Entretien avec Monsieur Croche". Les nou columnes que va escriure entre l'abril i el desembre de 1901 per a La Revue blanche semblen més aviat un intent de desfer-se de "la pols del passat", de les tradicions d'una època en què ja no es reconeix, tal com assegura Debussy mateix en un escrit dirigit al crític Pierre Lalo el 1905, poc després de l'estrena de La Mer». Debussy va col·laborar amb els Ballets Russes de Diàguilev, sobre una idea del genial coreògraf Nijinski. Nijinski va utilitzar primer la seva antiga composició, Prélude à l'après-midi d'un faune, per a crear un ballet que revolucionaria la dansa, L'après-midi d'un faune (la migdiada d'un faune). Pel seu segon ballet, seguint el seu estil, però tan sorprenent, polèmic i escandalós com l'anterior, Nijinski va encarregar a Debussy una composició original, Jeux (Jocs). Cal destacar que, si bé Debussy pertany estilísticament a l'impressionisme pel que fa a la seva estètica musical, els ballets no ho eren gens, i en particular els dos de Nijinski establien les bases de la dansa moderna. Entre les noves coneixences que Debussy va fer en aquest període destaca la d'Ígor Stravinski, encara un jove, que seria el compositor del tercer ballet de Nijinski i l'oficial dels Ballets Russes durant anys.
Cap al 1910, se li va diagnosticar un càncer de recte que li va deteriorar la salut, i els patiments van esdevenir cada vegada més insuportables. A partir d'ací va deixar d'eixir de casa i es va dedicar a completar les seves obres. Claude Debussy va morir el 25 de març de 1918, entre la indiferència dels seus contemporanis, capficats en la Gran Guerra, de la qual el músic no arribà a veure el final.

## Obra
Més enllà dels romàntics, Debussy va trencar absolutament amb la forma clàssica. Les seves obres es distingeixen per una construcció melòdica lliurement inspirada en les músiques orientals (recurs a l'escala pentatònica i de tons sencers, amb nombroses alteracions). Els temes són dispersos, dissipats, les recerques harmòniques audaces, els matisos delicats i els ritmes subtils. Les seves obres són per damunt de tot sensorials. El seu propòsit és fer sentir a l'auditori sensacions singulars, cosa que fa traduint en música determinades imatges i impressions. en aquest sentit, els títols de les seves peces en són un bon exemple: Des pas sur la neige (Passes sobre la neu), La fille aux cheveux de lin (La noia de cabells de lli), Reflet dans l'eau (Reflexos en l'aigua), La cathédrale engloutie (La catedral submergida), etc. D'aquesta manera, aconsegueix dotar de «color» a les notes... Per altra banda, si és complicat assignar a Debussy a un corrent artístic específic, hom el qualifica sovint com a «impressionista», etiqueta que mai no va reivindicar i que, més aviat, va desmentir.
A conseqüència de les seves innovacions sovint s'ha considerat que Debussy se situa a la base de la música moderna i contemporània. Tot i això, és sorprenent que un compositor de tan gran importància, no hagi creat «escola» i que no se li pugui atribuir cap vertader deixeble. Ha tingut una considerable influència sobre la música de Hollywood, fenomen encara persistent a través de produccions recents.

### Piano
- Deux Arabesques (1890)
- Suite bergamasque (1890)
  - inclou Clair de Lune
- Rêverie (1890)
- Pour Le Piano (1899)
- Estampes (1903)
- L'Isle Joyeuse (1904)
- Images, quaderns primer i segon (1905, 1907)
  - inclou Reflets dans l'eau
- Children's Corner Suite (1909)
- Preludis, quaderns primer i segon (1910-1913)
  - inclou La Fille aux Cheveux de Lin, La Cathédrale Engloutie i Canope
- Études, quaderns primer i segon (1915)

### Dos pianos o piano a quatre mans
- Petite Suite (1889)
- Six épigraphes antiques per a piano a quatre mans (1914, de la música per a Chansons de Bilitis)
- En blanc et noir per a dos pianos (1915)

### Òpera
- Pelléas et Mélisande (1893-1902)

### Lied i música vocal
- Quatre chansons de jeunesse per a soprano i piano

### Cantates
- L'Enfant prodigue per a soprano, baríton, tenor i orquestra (1884). Com a ballet fou coreografiada i interpretada per la ballarina francesa Jeanne Ronsay.
- La Demoiselle élue per a dos solistes, cor femení i orquestra (1887-1888, text de Dante Gabriel Rossetti). * Ode à la France per a soprano, cor i orquestra (1916-1917, completada per Marius Francois Gaillard)

### Orquestra
- Le Printemps per a cor a quatre veus i orquestra (1884)
- Prélude à l'après-midi d'un faune, (poema simfònic) per a orquestra (1894) amb coreografia de Jerome Robbins (coreògraf)
- Nocturnes per a orquestra i cor (1899)
- Dances Sacrée et Profane per a arpa i orquestra (1903)
- Música per a Le roi Lear, dues peces per a orquestra (1904)
- La Mer, esbossos simfònics per a orquestra (1905)
- Images pour orchestre (1905-1911)
- Le Martyre de St. Sébastien, fragments simfònics per a orquestra (de la música per al drama de Gabriele d'Annunzio, 1911)
- Khamma, ballet (1911-1912, orquestrat per Charles Koechlin)
- Jeux, ballet (1913)
- La Boîte à joujoux, ballet (1913, orquestrat per André Caplet)

### Música per a instrument solista i orquestra
- Fantaisie per a piano i orquestra (1889-1890)
- Rapsodie per a saxòfon alt i orquestra (o piano) (1904, orquestrat per Roger-Ducasse)
- Rapsòdia per a clarinet i orquestra (o piano) (1909-1910)
- Petite pièce per a saxòfon alt i orquestra (o piano) (1901-1911)

### Música de cambra
- Quartet de corda en sol menor (1893)
- Música per a Chansons de Bilitis per a dues flautes, dues arpes i celesta (1901, text de Pierre Louys)
- Syrinx per a flauta (1913)
- Sonata per a violoncel i piano (1915)
- Sonata per a flauta, viola i arpa (1915)
- Sonata per a violí i piano (1917)

Moltes d'aquestes obres foren enregistrades pel famós Quartet Parrenin fundat per Jacques-Louis Parrenin.